# Елена (Девочкина)
Елена Московская (Елена (Агриппина) Семёновна Девочкина; ум. 18 ноября 1547 (1548)) — первая игуменья московского Новодевичьего монастыря, неканонизованная святая, схимонахиня (схимница).
Елена Московская почитается в Русской православной церкви в лике преподобных, память совершается (по юлианскому календарю) в воскресение перед 26 августа в Соборе Московских святых.

## Жизнеописание
Происходила из рода Девочкиных — землевладельцев Галичского, Нижегородского и Суздальского уездов. Предполагаемые, на основе записи в синодике Новодевичьего монастыря, имена её родителей — инок Сергий и инокиня Таисия. Возможное мирское имя Елены — Агриппина (во вкладной книге Новодевичьего монастыря память Елены приведена под 23 июня, когда совершается память мученицы Агриппины Римской; но, возможно, Агриппина — это её имя в монашеском постриге, а Елена — имя, взятое при постриге в схиму). Приняла монашеский постриг в суздальском Покровском монастыре.

Весной 1525 года вместе с 18 инокинями Покровского монастыря Елена по указанию великого князя Василия III перешла в основанный им по обету московский Новодевичий монастырь. В своей духовной грамоте Елена сообщает об этом: 
взял меня из обители Пречистые Богородицы честнаго и славного её Покрова ис Суздаля не моим хотением, но Божьим изволением с вами, моими госпожами, и служебники и приказал монастырь ведати мне, да со мною Софье Ковурове, да Феофане.
 Из-за отсутствия ранних монастырских документов (уничтожены во время московского пожара в мае 1571 года) невозможно установить, сколько времени Елена управляла монастырём.
Перед смертью Елена с благословения митрополита Макария составила духовную грамоту, которая содержит как краткие биографические сведения о ней, так и является своеобразным уставом, оставленным ею монастырю. Из духовной грамоты следует, что к концу жизни Елена болела (сообщается о «всяких немощах», включая глухоту и слепоту) и не управляла монастырём (игуменьей в тот период была Евникея), но продолжала пользоваться авторитетом среди сестёр. Духовная грамота Елены содержит важные данные о первых годах существования аристократического Новодевичьего монастыря, где постриг принимали представительницы знатных родов. Их родственницы, навещая их, подолгу проживали в монастыре, ведя мирской образ жизни (содержали прислугу, имели неуставные трапезы). Елена, выступая против этого, в своей духовной запрещает жить в монастыре мирянкам, а для монахинь устанавливает запрет на прислугу и еду в кельях.

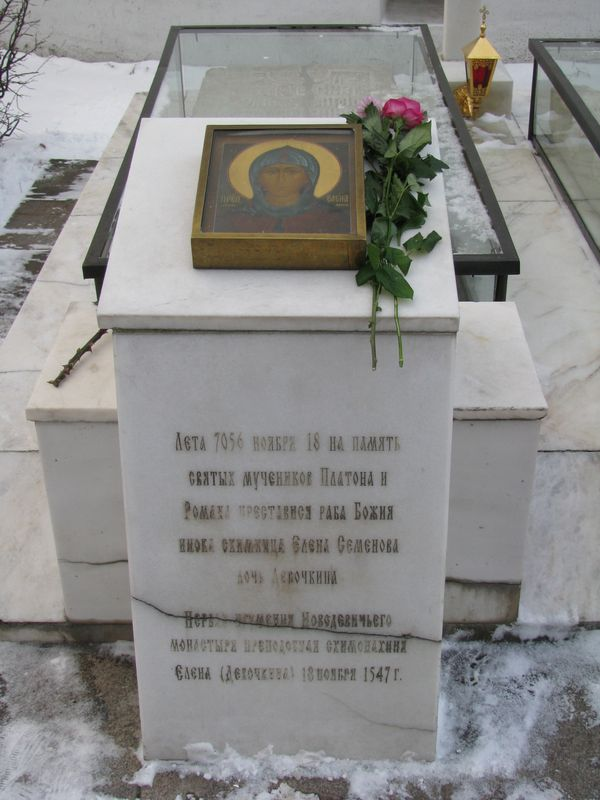
Надгробие преподобной Елены Московской у стены Смоленского собора Новодевичьего монастыря. На плите — «вилочковый орнамент».
«… встречаются надгробные плиты, оформленные не так, как следует ожидать, исходя из проставленной на них даты. Так, надгробие Елены Девочкиной — первой игуменьи Новодевичьего монастыря, умершей в 1547 году, судя по оформлению и палеографии, изготовлено в первой половине XVII века…»

Елена скончалась 18 ноября 1547 года и была погребена у северной стены алтаря Смоленского собора монастыря, в другом источнике указано что могила её за алтарем соборной церкви. Рядом с ней позднее погребли монахиню Феофанию (вероятно, одна из 18 сестер, прибывших с Еленой в Москву из Суздаля). В конце XVII века над их могилами возвели часовню, которая перестраивалась в 1720—1722 годы. В первой половине XIX века в стену собора поместили памятную плиту, сохранившуюся по настоящее время. В 1920—1930-х годах в ходе перепланировки монастырского кладбища часовня была разобрана и в настоящее время могильная плита указывает лишь приблизительное место захоронения Елены.

## Почитание
Местное монастырское почитание Елены известно с XVII века: во вкладной книге Новодевичьего монастыря 1674/75 года и в монастырском синодике 1705 года указывается «память старице Елене Девочкине, первоначальной во обители Пречистые Богородицы». В начале XVIII века Елена упоминается в «Похвале русским святым»: «Преподобная Елена, московская игуменья, всеизрядная учительница девственного чина, вождь ко спасению известна», что свидетельствует уже о её общероссийском почитании. «Описание о российских святых» в списках XVIII—XIX веков сообщает: «Преподобная мати Елена, игуменья Новодевичья монастыря, преставися в лето 7056 месяца ноября в 18 день».
10 августа 1999 года после литургии в Смоленском соборе монастыря патриарх Алексий II возобновил почитание преподобной Елены. На службе прозвучали специально написанные тропарь и кондак святой, а в монастырской мастерской иконописцами была написана икона преподобной Елены.

### Иконография
Иконописный подлинник XVIII века сообщает о написании образа преподобной Елены следующее: «Подобием аки Евдокия, ризы преподобническия, исподняя зеленая». Из ранних иконописных изображений Елены известны:
- оглавный образ на иконе «Спас Смоленский, с Московскими святыми» 2-й половины XVII века (изображена над образами благоверных князей);
- предположительное изображение на иконе XVII века «Моление о народе» (Елена изображена в верхнем ряду группы избранных русских святых. предстоящих в молении Богородице);
- икона конца XIX — начала XX веков из мастерской Новодевичьего монастыря (находится в собрании Государственного исторического музея). Елена изображена в полный рост вместе со схимницей Домникой и послушницей Феофанией;
- ряд изображений на иконах Собора русских святых (например, поморская икона конца XVIII — начала XIX веков, икона 1814 года мастера Петра Тимофеева, икона первой половины XIX века из старообрядческой моленной на Волковом кладбище и другие).